# Lévy Madinda
Lévy Clément Madinda (* 11. Juni 1992 in Libreville) ist ein gabunischer Fußballspieler.

## Karriere

### Klub
Er startete seine Karriere in seiner Heimat bei Stade Mandji aus der Hafenstadt Port-Gentil. Nachdem er bei einem Jugendturnier in Burkina Faso gesichtet wurde, wechselte er dann zur Saison 2010/11 in die zweite Mannschaft von Celta Vigo. Dort kam er dann ab 2011 in der drittklassigen Segunda División B zu einigen Einsätzen für die Zweitvertretung, ehe er es zur Saison 2013/14 auch fest in die erste Mannschaft schaffte. Sein erster Einsatz war dabei schon beim Copa del Rey, eine Partie am 31. Oktober 2012 gegen Almería, welche mit 0:2 verloren wurde. In der LaLiga bekam er dann seine erste Einwechslung am 30. März 2013. Allerdings kam er zwar in seiner ersten Saison auf einige Einsätze, jedoch waren dies danach nur noch wenige. Nach einer Vertragsverlängerung bis 2018 wurde er Mitte Januar 2016 direkt nach Gimnàstic verliehen. In der zweitklassigen Segunda División kam er dann wieder zu einigen Einsätzen und spielte fast in jeder Partie. Eigentlich sollte diese Leihe nur bis zum Juni gehen, jedoch wurde diese zur Folgesaison verlängert und eine Ausstiegsklausel festgelegt.
Diese wurde jedoch nicht gezogen und er wechselte schließlich ablösefrei weiter zu Asteras Tripolis nach Griechenland. Hier kam er dann in einigen Spielen zum Einsatz, wobei dies zum Ende der Spielzeit dann auch weniger wurden. Zur Spielzeit 20188/19 wechselte er schließlich weiter in die Türkei, wo er sich Ümraniyespor in der zweitklassigen 1. Lig anschloss. Hier kam er ebenfalls zum Anfang der Saison auf viele Einsätze, verpasste durch Verletzungen dann aber fast das komplette Saison. Ablösefrei ging es schließlich nochmal innerhalb der Türkei weiter zu Keçiörengücü. Hier wurde er schließlich wieder fast zum Stammspieler und kam in fast allen Partien der Saison mindestens für ein paar Minuten zum Einsatz. Ein weiteres Mal ablösefrei ging es im September 2020 noch einmal danach weiter zu Giresunspor. Hier wurde er jedoch nicht ein einziges Mal in der zweiten Liga eingesetzt. Lediglich drei Einsätze im türkischen Pokal standen für ihn in dieser Saison in der Statistik. Somit verließ er den Klub bereits Mitte Februar 2021 wieder und schloss sich in Malaysia dem Sabah FA an.
Von Januar bis Juli 2022 war Madinda ohne Verein, bevor er zu Johor DT wechselte. 2023 wechselte er als Leihe zu den Vereinen N. Sembilan SC und PERSIB. Seit Januar 2024 ist er ohne Verein.

### Nationalmannschaft
Seine Karriere in der Auswahl von Gabun startete am 2. Februar 2011 bei einer 0:2-Niederlage in einem Freundschaftsspiel gegen die Demokratische Republik Kongo. Danach stand er zudem noch im Kader für die U-23 des Landes beim Afrika-Cup 2011 der Altersklasse, welcher auch gewonnen werden konnte. Er kam bei diesem Turnier jedoch zu keinem einzigen Einsatz. Anschließend daran war er auch Teil des Kaders für den Afrika-Cup 2012. Zudem spielte er auch bei den Olympischen Spielen 2012, dem Afrika-Cup 2015 sowie der Austragung im Jahr 2017.

## Erfolge
Johor Darul Ta’zim FC
- Malaysischer Meister: 2022